# Honnali
Honnali è una suddivisione dell'India, classificata come town panchayat, di 15.574 abitanti, situata nel distretto di Davanagere, nello stato federato del Karnataka. In base al numero di abitanti la città rientra nella classe IV (da 10.000 a 19.999 persone).

## Geografia fisica
La città è situata a 14° 15' 0 N e 75° 40' 0 E e ha un'altitudine di 539 m s.l.m..

## Società

### Evoluzione demografica
Al censimento del 2001 la popolazione di Honnali assommava a 15.574 persone, delle quali 7.874 maschi e 7.700 femmine. I bambini di età inferiore o uguale ai sei anni assommavano a 1.892, dei quali 923 maschi e 969 femmine. Infine, coloro che erano in grado di saper almeno leggere e scrivere erano 10.526, dei quali 5.748 maschi e 4.778 femmine.